# Sanctuaire Notre-Dame-d'Afrique d'Abidjan
Le sanctuaire Notre-Dame-d'Afrique d'Abidjan, appelé localement Sanctuaire marial national, est un édifice religieux catholique et le principal lieu de pèlerinage marial de Côte d'Ivoire, situé sur la commune d'Attécoubé à Abidjan. Cette œuvre très moderne construite de 1985 à 1987 est due à l'architecte italien Aldo Spirito.
La Cecci lui donne le statut de sanctuaire national depuis le 2 février 2012,.

## Histoire

### Projet
Bernard Yago, archevêque d'Abidjan dès 1960, estime nécessaire d'avoir un sanctuaire dédié à Marie en Côte d'Ivoire. En visite régulièrement chez des parents à la cité Fairmont à Attécoubé, ces derniers le convainquent de construire une église dans ce quartier qui en était dépourvu. Ils jettent leur dévolu sur un site qui vient d'être déblayé et qui appartient à Philippe-Grégoire Yacé, alors président du conseil économique et social. Celui-ci accepte de faire don du terrain.
Bernard Yago, qui caressait depuis longtemps l'idée de construire un édifice en l'honneur de la Vierge Marie, profite de cette occasion et obtient du président Houphouët-Boigny un financement de 400 millions de francs CFA sur les 800 millions que coûtaient le projet.
En mai 1980, le pape Jean-Paul II visite la Côte d'Ivoire. À Abidjan, au quartier du Plateau, il bénit la première pierre de ce qui sera la cathédrale Saint-Paul et en même temps celle du futur sanctuaire marial. Le pape lui-même suggère que le sanctuaire soit dédié à « Notre-Dame d'Afrique ». Yago y ajoute « Mère de toute grâce ».

### Construction et inauguration
Le 2 février 1985 est finalement posée la première pierre et, le 1er février 1987, en préparation à l'année mariale célébrée par toute l'Église catholique à l'invitation du pape Jean-Paul II, le sanctuaire est solennellement consacré. Le cardinal Yago, archevêque d'Abidjan, est entouré des archevêques et cardinaux Zoungrana (Ouagadougou) et Malula (Kinshasa), de tous les évêques de Côte d'Ivoire et en présence de près de dix mille fidèles. Le Président ivoirien Félix Houphouët-Boigny est également présent en compagnie de nombreuses personnalités du monde politique.

## Recteurs
Le premier recteur est le Père Vincent Gizard, prêtre marianiste. En 1989, un autre marianiste, le Père Raymond Halter, vient le seconder ; sa présence influence profondément la vie et l'histoire du sanctuaire, en particulier du fait de ses liens avec le Renouveau charismatique et de ses grandes qualités de prédicateur.